# Герритсен, Тесс
Тесс Герритсен (англ. Tess Gerritsen, 12 июня 1953 года, Сан-Диего, штат Калифорния, США) — американская писательница-прозаик китайского происхождения, создавшая серию бестселлеров в жанрах медицинского триллера и романтического триллера.

## Биография
Тесс Герритсен родилась и выросла в городе Сан-Диего, штат Калифорния (США), в семье владельца китайского ресторана.
Прадедушка по материнской линии был в своё время известным китайским поэтом. В юности будущая писательница увлекалась естественными науками, в особенности, биологией.
В 1975 году она окончила Стэнфордский университет, получив степень бакалавра по антропологии, а в 1979 году, закончив Калифорнийский университет в Сан-Франциско, получила диплом врача. Ординатуру в качестве врача-терапевта Тесс проходила в Гонолулу, столице штата Гавайи (США), где, вместе со своим мужем-врачом, она начала собственную врачебную практику. Герритсен в свободное от врачебной практики время очень любила читать (в основном, романтические новеллы).
Находясь в декретном отпуске, Герритсен написала рассказ «On Choosing the Right Crack Seed», который занял первое место на конкурсе литературы жанра фантастики, проводимого журналом «Гонолулу» («Honolulu Magazine»).
Для своих первых романов Тесс выбрала жанр романтического триллера. После двух неопубликованных «пробных» произведений, роман «Call After Midnight» был приобретен издательством «Harlequin Intrigue» в 1986 году и опубликован год спустя. Затем последовали еще восемь романтических триллеров, которые были выпущены как в «Harlequin Intrigue», так и в издательстве «Harper Paperbacks».
В 1996 году Герритсен опубликовала свой первый роман в жанре медицинского триллера под названием «Harvest», сюжет которого был вдохновлен разговором автора с отставным детективом отдела убийств, недавно посетившим Россию. «Harvest» стал первым романом Герритсен, который был опубликован в твердом переплете и занял тринадцатое место в списке бестселлеров газеты «Нью-Йорк Таймс». «Harvest» принес писательнице не только ошеломляющий успех, но и резкую критику со стороны коллег. В частности, одна из ассоциаций врачей-трансплантологов требовала не только внести изменения в текст, но и обратилась в кинокомпанию «Paramount Pictures», приобретшую права на экранизацию, не снимать фильм по мотивам романа.
Сразу за «Harvest» последовали еще три медицинских триллера: «Бешенство» (Life Support, 1997), «Лихорадка» (Bloodstream, 1998) и «Химера» (Gravity, 1999), которые тоже приобрели статус бестселлеров.
В 2001 году увидел свет первый детективный триллер Герритсен под названием «Хирург» (The Surgeon), представивший читателям Бостонского детектива по расследованию убийств Джейн Риццоли. Хотя Риццоли лишь второстепенный персонаж в «Хирурге», она находится в центре внимания изданной серии книг, насчитывающей к 2010 году восемь романов.
Помимо написания романов, Тесс Герритсен работала над несколькими сценариями телевизионного сериала «Риццоли и Айлз» (Rizzoli & Isles), снятого по мотивам её книг. Первый сезон этого сериала стартовал 12 июля 2010 года на телеканале «TNT» (США).
В настоящее время Тесс Герритсен живет с семьей в живописном городке Кэмден в штате Мэн (США) и полностью сосредоточилась на написании книг и воспитании сыновей. Среди невинных хобби автора леденящих кровь медицинских триллеров числятся садоводство и игра на скрипке.
Книги Тесс Герритсен переведены на 37 языков, и более 20 миллионов их копий уже продано по всему миру.